# 발라이차 사볼치

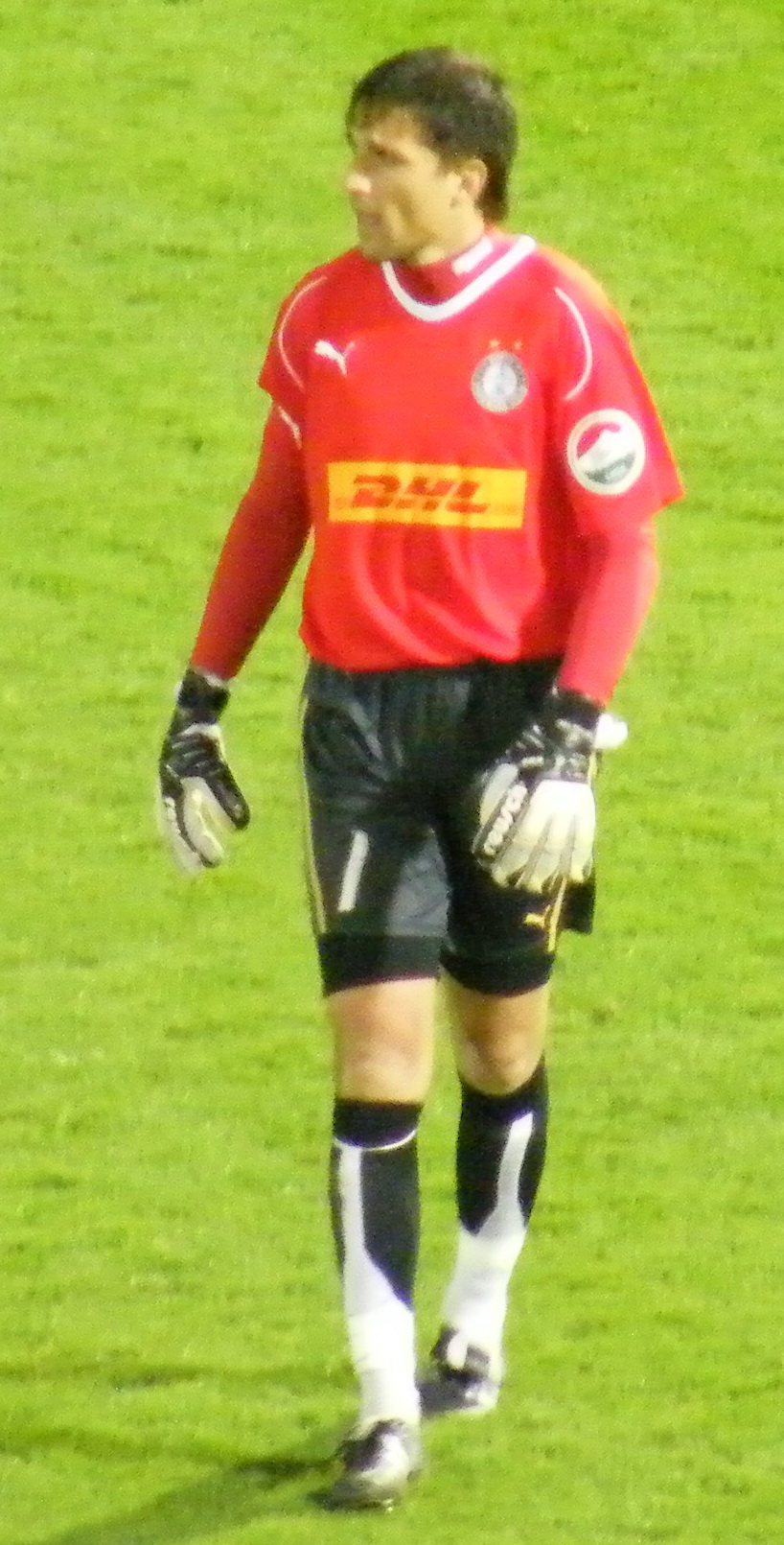

발라이차 사볼치(영어: Szabolcs Balajcza, 1979년 7월 14일~ )는 헝가리의 골키퍼 플레이어이다.